# Инкулец, Ион Константинович
Ио́н Константи́н Инкуле́ц (рум. Ion Constantin Inculeț; 5 [17] апреля 1884, село Резены, Кишинёвский уезд, Бессарабская губерния — 18 ноября 1940, Бухарест, Королевство Румыния) — бессарабский и румынский политик, в 1917 году избран депутатом Сфатул Цэрий и его председателем.

## Биография
Ион Инкулец родился 17 апреля (5 апреля по старому стилю) 1884 года в селе Резены Кишинёвского уезда Бессарабской губернии (ныне Яловенский район Республики Молдова). Его отцом был уроженец села Кайнары Бендерского уезда Константин Георгиевич Инкулец, мать звали Мария Николаевна.
После окончания Кишинёвской духовной семинарии (1905) в течение года обучался на медицинском факультете Дерптского университета. Разочаровавшись в медицине, перебрался в Санкт-Петербург, где поступил на физико-математический факультет Санкт-Петербургского университета.
Во время учебы в Санкт-Петербурге выступил инициатором петербургского бессарабского землячества. В 1906—1907 году сотрудничал в националистической газете газеты «Basarabia», принадлежащей Константину Стере.
После окончания университета в 1915 году работал в метеорологической обсерватории. Преподавал физику, математику и астрономию в петербургских частных школах.
Принимал участие в Февральской революции, был депутатом Петроградского совета от партии эсэров. 25 мая 1917 года Ион Инкулец был назначен Александром Керенским представителем Временного правительства в Бессарабии.
2 декабря 1917 года Сфатул Цэрий большинством голосов провозгласил независимость Бессарабии от Российской империи. 27 марта 1918 года, большинством голосов Сфатул Цэрий провозглашает объединение Бессарабии с Румынией. 
В 1919 года Ион Инкулец, совместно с Пантелеймоном Халиппа, участвует в создании Крестьянской партии Бессарабии. В 1923 году партия присоединяется к Национал-либеральной партии Румынии. Позднее Ион Инкулец занимает такие должности как министр внутренних дел Румынии, министр коммуникаций и вице-председатель Совета министров Румынии (1933—1937).
Член Румынской Академии.
Скончался 18 ноября 1940 года в Бухаресте, похоронен на кладбище Беллу.